# José Vicente Meira de Vasconcelos
José Vicente Meira de Vasconcelos (Olinda, 5 de abril de 1850 — ?) foi um político brasileiro. Exerceu o mandato de deputado federal constituinte pelo Pernambuco em 1891.